# Hockey sur gazon aux Jeux du Commonwealth
Les compétitions de hockey sur gazon font partie du programme des Jeux du Commonwealth. Cette discipline apparait pour la première fois au programme des Jeux en 1998.
Chez les hommes, l'Australie est détentrice de tous les titre. Chez les femmes, la sélection australienne détient quatre titres, l'Inde en 2002 et la Nouvelle-Zélande en 2018 remportant les deux autres éditions.

## Éditions
| Édition | Ville        | Pays       |
| ------- | ------------ | ---------- |
| 1998    | Kuala Lumpur | Malaisie   |
| 2002    | Manchester   | Angleterre |
| 2006    | Melbourne    | Australie  |
| 2010    | New Delhi    | Inde       |
| 2014    | Glasgow      | Écosse     |
| 2018    | Gold Coast   | Australie  |
| 2022    | Birmingham   | Angleterre |

## Médailles par pays
à jour après les Jeux de 2022
| Rang  | Nation           | Or | Argent | Bronze | Total |
| ----- | ---------------- | -- | ------ | ------ | ----- |
| 1     | Australie        | 11 | 2      | 1      | 14    |
| 2     | Nouvelle-Zélande | 1  | 3      | 3      | 7     |
| 3     | Inde             | 1  | 4      | 1      | 6     |
| 4     | Angleterre       | 1  | 3      | 7      | 11    |
| 5     | Pakistan         | 0  | 1      | 1      | 2     |
| 6     | Malaisie         | 0  | 1      | 1      | 2     |
| Total | Total            | 14 | 14     | 14     | 42    |